# 세미놀족
세미놀 족(Seminole)은 미국 원주민 집단의 하나이다. 문명화된 다섯 부족 중의 하나였으며, 현재 플로리다주나 오클라호마주에 주로 거주한다.
세미놀은 18세기에 새로 출현한 민족집단으로, 역사적 환경 속에 조지아주, 미시시피주, 앨라배마주 등에서 플로리다주로 유입된 여러 인디언 민족으로 구성되어 있었다. 가장 두드러지게 많았던 것은 크리크족으로 사우스캐롤라이나주와 조지아 주의 노예 제도에서 도망쳐 온 아프리카계 미국인만큼 많았다. 약 3,000명의 세미놀이 오클라호마의 세미놀 거주 구역을 포함하여 미시시피 강 서쪽에서 강제 이주 당했다가, 그들은 독자적으로 새로운 구성원을 수용했다. 대략 300에서 500의 세미놀들은 플로리다의 에버글레이즈와 주변에 머물면서 싸웠다. 플로리다의 세미놀에 대한 일련의 전쟁에서는 약 1,500명의 미국 군인이 전사했다. 그러나 공식적인 평화조약은 그들과 연결만한 것이 없었고, 그들은 미국 정부와의 투쟁을 포기하지 않았다. 따라서 플로리다의 세미놀들은 "정복되지 않은 사람들"이라고 자칭한다.
오늘 날 세미놀은 자신의 땅에서 주권을 가지고, 경제는 담배, 관광, 카지노를 기반으로 하고 있다. 또한 "세미놀"이라는 플로리다 주립대학교의 체육팀(닉네임)도 있다.

## 역사

### 초기
16세기 스페인 정복 후 플로리다의 원주민은 질병으로 급감하였고, 1763년 플로리다가 영국의 지배하에 놓이면서 몇 안되는 생존자는 스페인 사람이 쿠바에 데려갈 것으로 알려졌다.
18세기 말, 머스코기 부족의 로워 크리크의 사람들이 어퍼 크리크의 지배를 피해 플로리다로 이주하기 시작했고, 얼마 남지 않은 토착 인디언과 합류했다. 그곳에는 당시 야마시 전쟁 후에 도착했던 유치, 야마시, 기타 부족 등 피난민도 있었다. 그들은 크리크어 단어 simano - li에서 차용한 스페인어 "cimarrón"("미개한" 또는 "도망자"를 의미한다)를 적용하여 "세미놀"이라고 불리게 되었다. 세미놀은 조지아에서 온 로워 크리크 족이 대부분이고, 미카수키어를 말하는 머스코기족, 도망친 아프리카계 미국인 노예, 그리고 소수의 백인 유럽인과 다른 부족 인디언으로 이루어진, 다양한 인종의 부족이었다. 통합된 세미놀은 크리크어와 미카수키어(현재 히치티어와 비슷)의 두가지 언어를 말하고 이들은 (촉토어와 치카소어를 포함하는) 머스코기어족에 속하는 두 개의 다른 언어였다. 현대 플로리다 미카수키 인디언 부족이 오늘날 그들의 독립된 정체성을 유지하고 있는 것은 주로 이 언어에 의한 것이다.
식민지 통치기간 세미놀은 스페인과 영국 모두와 사이가 좋았다. 1784년 미국 독립 전쟁 후의 조약은 플로리다의 모든 지배를 스페인에게 이전했다. 그러나 스페인 제국의 쇠퇴로 세미놀은 플로리다 더 깊은 곳에 거주하는 것이 가능했다. 제2차 세미놀 전쟁 후 세미놀의 대다수가 인디언 준주(현재 오클라호마)에 강제 이주 당할 때까지 세미놀은 18세기 카우키퍼가 세운 추장이 이끌게 되었다.

### 세미놀 전쟁

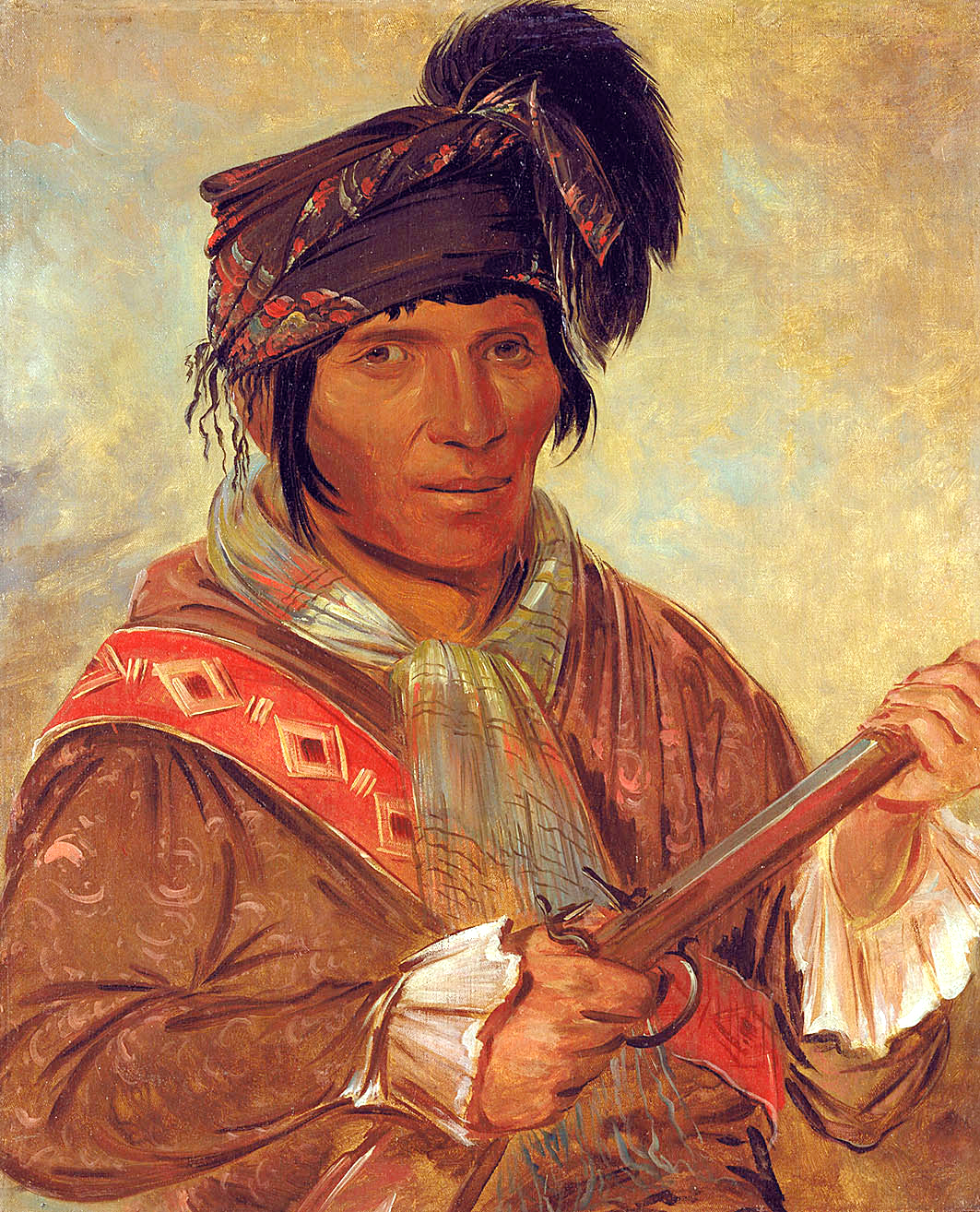
코이하조 추장, 1837년, 스미소니언 미국 미술관

스페인 정착민이 인디언 마을을 공격한 후, 플로리다를 거점으로 한 인디언은 조지아의 정착촌을 스페인의 사주로 습격했다. 19세기 초에 미국 육군은 도망 노예를 잡기 위해 빈빈하게 스페인 영토를 침범하였다. 앤드루 잭슨 장군의 세미놀 인디언에 대한 1817년부터 1818년 작전은 제1차 세미놀 전쟁으로 알려지게 된다. 이 전쟁 이후 미국은 동부 플로리다를 사실상 지배했다.
1819년에 미국과 스페인은 애덤스 - 오니스 조약에 서명을 했고, 1821년에 실효되었다. 그 조약의 조항에 따라 미국은 플로리다를 획득하고, 그 대가로 텍사스에 대한 모든 권리를 포기했다. 앤드루 잭슨이 플로리다 계엄군 지사로 임명되었다. 조약 이후 미국인 정착민이 증가함에 따라 정착민들의 플로리다 인디언의 땅에서 인디언들을 이주시키라고 연방 정부에 압력을 가했다.
정착민들은 인디언 부족들이 도망친 노예들을 받아주는 것에 분개했으며, 많은 정착민들이 인디언의 토지에 접근할 수 있기를 희망했다. 조지아의 노예 소유자들도 세미놀 함께 사는 "마룬"과 도망 노예 (오늘날 블랙 세미놀이라고 알려짐)를 노예로 되돌리기를 바랐다.
1832년, 미국 정부는 여러 명의 세미놀 추장과 페인즈 랜딩 조약을 체결하고 그들이 자발적으로 플로리다를 떠날 경우 미시시피 강 서쪽의 땅을 약속했다. 남아 있는 세미놀은 전쟁을 준비를 했다. 백인 정착민은 필요하다면 강제로 모든 인디언을 이주시키도록 정부에 압력을 가했다.
1835년 미국 육군이 조약의 집행을 위해 도착했다. 세미놀 지도자 오세올라는 제2차 세미놀 전쟁 중에 훨씬 열세인 저항군을 이끌었다. 약 4,000명의 세미놀 인디언과 800명의 동료 블랙 세미놀을 이끌고 적어도 1,400명 이상의 전사를 소집했다.(앤드루 잭슨은 약 900명 정도로 추정함) 1837년 미국 육군과 민병대의 연합군은 당초 6,000명에서 최고 9,000명에 이르렀다. 살아남기 위해 세미놀 연합은 기습을 하는 게릴라 전술을 채택했고 미국 군대에 압도적인 영향을 미쳤다. 오세올라는 1837년 휴전 중인 협상 시에 잡혔다. 그는 일년도 지나지 않아 감옥에서 옥사했다. 그의 시신은 참수된 채로 매장되었다.
전쟁에 참가한 하렉 투스테누기와 점퍼, 그리고 블랙 세미놀인 에이브러햄이나 존 호스 같은 다른 추장들은 군대에 저항을 계속했다. 1842년, 10년 전투 후에 겨우 전쟁은 끝났다. 미국 정부는 당시의 천문학적인 금액인 2000만 달러를 전쟁에 소비한 것으로 추정하고 있다. 많은 인디언들은 강제로 미시시피 강 서쪽에 크릭 족의 땅으로 추방되었고, 어떤 이들은 에버글래이즈로 후퇴하였다. 결국 정부는 에버글래이즈 요새에 있는 세미놀을 지배 하에 두는 것을 포기하고 500명 미만으로 추정되는 세미놀 생존자들을 두고 떠났다.

## 현재
미국의 2000년 인구 조사에서 12,431명의 세미놀 인디언이라고 하는 사람들이 있는 것으로 보고되었다. 또한 15,000명의 사람들이 다른 부족의 인종과 혼혈되어 있는 것으로 밝혀졌다.
플로리다 세미놀 부족과 플로리다 미카즈키 인디언 부족은 1957년과 1962년에 각각 미국 정부와 계약을 맺고, 부족의 토지에 대한 그들의 주권을 승인하면 수탈되는 영토에 대한 보상금의 동의를 했다. 이후 부족은 면세 담배 판매, 관광과 카지노 등으로 경제를 발전시켜왔다.
플로리다 미카즈키 인디언 부족은 플로리다 세미놀 부족에 불만을 품은 플로리다 세미놀 사회 주민에 의해 1960년대에 형성되었다.